# Daniel Adlung
Daniel Adlung est un footballeur allemand, né le 1er octobre 1987 à Fürth en Allemagne. Il évolue comme milieu offensif.

## Palmarès

### En club
Vierge

### En sélection
- Allemagne espoirs
  - Vainqueur de l'Euro espoirs en 2009.